# Српске новине (Атина)
Српске новине су новине настале 2006. године у Атини које излазе на ћириличном писму, аполитичне су и пишу о Србима изван матице, њиховим успесима и настојањима на организовању српске дијаспоре. Новине излазе једном месечно и деле се бесплатно. Новине исто тако прате и рад Министарства за дијаспору.
По оснивању биле су првенствено намењене српској дијаспори на простору Грчке. Новине је покренуо и уређивао Дејан Радивојевић који је и дан данас главни и одговорни уредник, а власник је компанија Јовановић из Атине. Почетком 2008. године на заједничку иницијативу маркетиншке агенције Беотон и компаније Јовановић Српске новине су почеле да лагано излазе изван простора Грчке и да се шире по Европи.
Сарадници новина нису само професионални новинари већ и разни дописници који самим тиме и дају специфичност овом листу по садржини информација.